# 인적 자원 관리 정보 시스템
인적 자원 관리 정보 시스템(human resource management system, HRMS) 또는 인적 자원 정보 시스템(Human Resources Information System, HRIS)은 잠재력 있는 종업원의 파악, 기존종업원들의 인사 기록 유지, 종업원의 재능과 시술을 개발하는 프로그램 개발 등의 활동들을 지원한다.
인적 자원을 쉽게 관리할 수 있도록 여러 시스템과 프로세스를 결합한 HR(Human Resources) 소프트웨어의 한 형태이다. 비즈니스 프로세스 및 데이터. 인적 자원 소프트웨어는 기업에서 직원 데이터 저장, 급여 관리, 채용, 혜택 관리(총 보상), 근태 관리, 직원 성과 관리, 역량 및 교육 기록 추적과 같은 여러 필수 HR 기능을 결합하는 데 사용된다.
인적 자원 관리 시스템은 일상적인 인적 자원 프로세스를 관리하고 쉽게 액세스할 수 있도록 보장한다. 이 분야는 인적 자원을 하나의 학문으로, 특히 기본 HR 활동 및 프로세스를 정보 기술 분야와 병합한다. 이 소프트웨어 범주는 데이터 처리 시스템이 전사적 자원 관리(ERP) 소프트웨어의 표준화된 루틴 및 패키지로 발전한 방식과 유사하다. 전반적으로 이러한 ERP 시스템은 서로 다른 애플리케이션의 정보를 하나의 범용 데이터베이스로 통합하는 소프트웨어에서 유래했다. 하나의 데이터베이스를 통한 재무 및 인적 자원 모듈의 연결은 HRMS, HRIS 또는 HCM 시스템을 일반 ERP 솔루션과 구분하는 구별을 만든다.